# Право на уточиште (статус избеглице)
Право на уточиште (статус избеглице) је облик међународне заштите пружене особама које беже из своје земље услед оправданог страха од прогона. Овај страх може бити заснован на различитим основама, као што су раса, вера, националност, припадност одређеној друштвеној групи или политичко мишљење.
Основни правни оквир за заштиту избеглица на међународном нивоу јесте Женевска конвенција из 1951. године, заједно са Протоколом из 1967. године.  Ове међународне уговоре потписале су многе земље, укључујући и Републику Србију, и они дефинишу ко су избеглице, права која избеглице уживају, као и обавезе држава према избеглицама.

## Право на уточиште у Републици Србији
Право на уточиште је изричито прописано Уставом Републике Србије у којем се наводи да је то право „сваког странца који има основани страх од прогона на основу своје расе, пола, језика, вере, националног порекла или повезаности са неком другом групом, политичких мишљења.“ Поступак даље уређује Закон о азилу и привременој заштити који прописује статус, права и обавезе особа којима је одобрено право на уточиште као и начела, услове и поступак за одобрење и престанак овог права.
Право на уточиште признаје се од стране Канцеларије за азил тражиоцу азила који се налази изван државе свог порекла или државе уобичајеног боравишта, а оправдано страхује од прогона због своје расе, пола, језика, вероисповести, националне припадности, припадности одређеној друштвеној групи или политичког уверења, а због чега не може или не жели да прихвати заштиту те државе.
Овим особама у Србији гарантована су различита права. Она укључују право на боравак, смештај, здравствену заштиту, образовање, приступ тржишту рада, правну и социјалну помоћ, као и право на својину, слободу вероисповести, спајање породице и различите исправе које олакшавају интеграцију у друштво.
Право на уточиште може бити ускраћено тражиоцу азила у Републици Србији под одређеним условима. Услови за ускраћивање права на уточиште подразумевају ситуације када постоје основани разлози за сумњу да је тражилац учествовао у злочинима против мира, ратним злочинима или злочинима против човечности, као и тешким кривичним делима почињеним изван Републике Србије, пре доласка тражиоца. Такође, право на уточиште се неће одобрити уколико тражилац представља опасност по националну безбедност или јавни поредак Србије, или ако већ ужива заштиту или прима помоћ од неког органа или агенције Уједињених нација, изузев Високог комесаријата Уједињених нација за избеглице. Ако тражилац већ има одобрен боравак у некој другој држави где му се признају иста права и обавезе као и њеним држављанима, такође му се може ускратити право на уточиште. Међутим, ако заштита или помоћ коју тражилац прима од неке агенције Уједињених нација престане из разлога који нису под његовом контролом и његов статус није решен, тада ће му бити одобрено право на азил.

## Престанак права на утoчиште
Право на уточиште може престати из различитих разлога. Закон о азилу и привременој заштити у том смислу прописује ситуације када лице поново ужива заштиту своје државе порекла или када пристаје на такву заштиту, када поново стекне држављанство које је раније изгубило, или када стекне ново држављанство које му омогућава заштиту нове државе. Такође, право на уточиште престаје ако се лице својом вољом врати у државу коју је напустило, или ако више није оправдан страх од прогона због промене околности у држави порекла. 
Када су у питању особе без држављанства, право на уточиште престаје уколико се могу вратити у државу свог уобичајеног боравишта под условом да су околности које су узроковале избеглички статус престале. Канцеларија за азил пре доношења одлуке о престанку права на уточиште обавештава лице о разлозима за престанак заштите и омогућава му да се изјасни о свим релевантним чињеницама које могу утицати на одлуку о престанку заштите.